# Philip Thimm
Pour les articles homonymes, voir Thimm.
Philip Thimm (né le 25 mai 1980) est un joueur professionnel allemand de hockey sur glace.

## Biographie

### Championnats allemands
Philip commença sa carrière en 1998, il joua avec le EHC Fribourg dans le deuxième championnat d'Allemagne il joua avec cette équipe jusqu'en 2002 où l'équipe chande de nom en Wölfe Fribourg toujours dans le même championnat, il compléta son épopée dans le championnat avec 229 matchs. Dès l'année suivante, il s'aligna en quatrième championnat avec le ESV Hügelsheim qui, dès l'année suivante fut promu mais revint dans le quatrième championnat dès l'année suivante. Ensuite, sa carrière professionnelle fut interrompue et recommença seulement en 2008, deux ans plus tard.

### Deuxième carrière
En 2008, Philip tenta sa chance en Finlande avec une équipe des Îles Åland (le IFK Mariehamn), puis, dès l'année suivante, l'équipe fut transférée en Division 4 où il joue toujours.

## Statistiques de carrière
| Saison    | Équipe           | Ligue           |    | Saison régulière | Saison régulière | Saison régulière | Saison régulière | Saison régulière |   | Séries éliminatoires | Séries éliminatoires | Séries éliminatoires | Séries éliminatoires | Séries éliminatoires |
| Saison    | Équipe           | Ligue           | PJ | B                | A                | Pts              | Pun              | PJ               | B | A                    | Pts                  | Pun                  |                      |                      |
| 1994-1995 | EHC Fribourg U16 | Schüler-BL      | 28 | 22               | 31               | 53               | 20               | -                | - | -                    | -                    | -                    |                      |                      |
| 1998-1999 | EHC Fribourg     | 2. Bundesliga   | 33 | 0                | 0                | 0                | 2                | 6                | 0 | 0                    | 0                    | 0                    |                      |                      |
| 1999-2000 | EHC Fribourg     | 2. Bundesliga   | 47 | 2                | 2                | 4                | 4                | 10               | 0 | 1                    | 1                    | 0                    |                      |                      |
| 2000-2001 | EHC Fribourg     | 2. Bundesliga   | 40 | 1                | 0                | 1                | 4                | 3                | 0 | 1                    | 1                    | 0                    |                      |                      |
| 2001-2002 | EHC Fribourg     | 2. Bundesliga   | 60 | 3                | 4                | 7                | 12               | -                | - | -                    | -                    | -                    |                      |                      |
| 2002-2003 | EHC Fribourg     | 2. Bundesliga   | 30 | 1                | 4                | 5                | 2                | -                | - | -                    | -                    | -                    |                      |                      |
| 2003-2004 | ESV Hügelsheim   | Regionalliga    | 21 | 26               | 19               | 45               | 62               | -                | - | -                    | -                    | -                    |                      |                      |
| 2004-2005 | ESV Hügelsheim   | Oberliga        | 42 | 6                | 15               | 21               | 48               | -                | - | -                    | -                    | -                    |                      |                      |
| 2006-2007 | ESV Hügelsheim   | Regionalliga    | -  | -                | -                | -                | -                | 19               | 4 | 10                   | 14                   | 16                   |                      |                      |
| 2008-2009 | IFK Mariehamn    | III. Divisioona | 21 | 21               | 25               | 46               | 61               | -                | - | -                    | -                    | -                    |                      |                      |
| 2009-2010 | IFK Mariehamn    | Division 4      | -  | -                | -                | -                | -                | -                | - | -                    | -                    | -                    |                      |                      |
| 2010-2011 | IFK Mariehamn    | Division 4      | 12 | 12               | 19               | 31               | 16               | -                | - | -                    | -                    | -                    |                      |                      |
| 2011-2012 | IFK Mariehamn    | Division 4      | 7  | 5                | 3                | 8                | 4                | -                | - | -                    | -                    | -                    |                      |                      |